# Tancredi Saletta
Tancredi Saletta (Torino, 27 giugno 1840 – Roma, 21 gennaio 1909) è stato un militare italiano, comandante del primo corpo di spedizione italiano in Africa orientale nel 1885 e Capo di stato maggiore dell'Esercito Italiano dal 1896 al 1908.

## Biografia
Tancredi Saletta nacque da una famiglia borghese a Torino il 27 giugno 1840. Entrato nell'Accademia Militare della sua città, ne uscì tre anni dopo con il grado di Sottotenente di Artiglieria. Combatté nella Seconda Guerra d'Indipendenza, segnalandosi durante la campagna piemontese in Italia Centrale nell'assedio di Ancona, e successivamente in quello di Gaeta. Ricoprì vari incarichi sino al 19 gennaio 1883, quando fu trasferito in Eritrea. Nel 1885, Colonnello, comandò la spedizione italiana che occupò Massaua. L'Italia aveva dato inizio al proprio periodo coloniale acquistando il porto di Assab nel 1882 ove era comandante Giulio Pestalozza. Saletta tornò in Italia dopo pochi mesi. Entrato in aperto contrasto con il successore di Caimi, il Contrammiraglio Raffaele Noce, nel novembre 1885 Saletta fu sostituito da Carlo Genè su direttiva del Ministro degli Esteri Conte di Robilant. Nominato Comandante della Brigata Basilicata il 3 dicembre dello stesso anno, si recò in India come osservatore delle manovre dell'esercito anglo-indiano.
Nel marzo 1887, a seguito del massacro di Dogali, Saletta, appena promosso Maggiore Generale, fu inviato di nuovo nella colonia in qualità di governatore. Alla testa di 1.500 Bersaglieri e con lo scopo di rafforzare le difese di Massaua e dintorni, preparò il terreno per l'arrivo della "spedizione punitiva" comandata dal Tenente Generale Alessandro Asinari di San Marzano nell'ottobre dello stesso anno. Rientrò in Italia nel 1888 dove tornò a comandare la Brigata Basilicata.
Nel 1896 Saletta, Tenente Generale, fu nominato Capo di Stato Maggiore dell'Esercito. Si ritirò dalla vita militare e divenne Senatore del Regno d'Italia nel 1908.
Morì a Roma il 21 gennaio 1909.